# Historieta histórica
La historieta o cómic histórico es uno de los géneros en que puede dividirse la producción historietística, contando a su vez con subgéneros como la historieta bélica y del Oeste a los que se suele atribuir entidad propia. En este género entran además desde las historietas de egipcios, romanos o piratas a la historieta "folclórica".

## Características

### Temáticas
- Su acción transcurre en el pasado, aunque a veces, este sólo sea un escenario exótico más. El guionista Víctor Mora ha afirmado que los hechos históricos sólo deben ser usados como telón de fondo para la aventura individual, que es lo que verdaderamente engancha al lector.[3]
- Lo cierto es que, como afirmaba la teórica Francisca Lladó en 2001, "el alza de los cómics italianos y francófonos durante las dos últimas décadas, así como el auge tradicional de la historieta de aventuras, ha motivado que este último se acerque a rigurosas escenificaciones históricas y que incluso derive hacia profundas interpretaciones de las circunstancias sociales y políticas del pasado".[4]

### Formales
- La preeminencia de un dibujo realista y pormenorizado, de tal modo que abundan los "concienzudos dibujantes de minuciosa puesta en escena.[5]

## Historia

### Inicios
Príncipe Valiente (Prince Valiant, 1937) de Harold Foster se ambienta en la época del rey Arturo, relatando determinados acontecimientos históricos como la muerte de Atila, rey de los hunos (453); el asesinato del general romano Aecio (454), o el saqueo de Roma por Genserico (455), pero contiene numerosos anacrónismos. Sirvió, a su vez, de inspiración a numerosas series ambientadas en la Edad Media. En España, el guionista de El Capitán Trueno (1956), Víctor Mora, ha declarado en varias ocasiones que creó la mencionada serie teniendo como punto de referencia la obra de Foster.

### Hacia una mayor verosimilitud
Un entorno histórico mucho más creíble muestra ya Alix (1948) del francés Jacques Martin. También lo son las anécdotas narradas en Mort Cinder (1962) de Hector German Oesterheld y Alberto Breccia, a pesar de inscribirse dentro de un relato fantástico.
Los trabajos de Sanpei Shirato, como Kamui, El Ninja Desertor (1964), se distinguen mayormente por ser historias dramáticas sobre ninjas que presentan algunos hechos históricos de Japón y que hacen una crítica a las clases oprimidas, la discriminación y la explotación.
El paraguayo Robin Wood es el guionista de Nippur de Lagash (1967-88), protagonizada por el general sumerio homónimo.
El lobo solitario y su cachorro (1970) de Kazuo Koike/Goseki Kojima ha tenido una fuerte influencia en otros mangas a través de la romantización del personaje del rōnin, samurái que carece de un señor y como solitario vagabundo sigue su propio código. Títulos similares en espíritu incluyen el posterior Rurouni Kenshin de Nobuhiro Watsuki.
Antonio Hernández Palacios, realiza El Cid (1972) para la revista Trinca.

### El boom de principios de los 80
A finales de los años 70, la seriedad de la obra de escritores como Robert Graves, Marguerite Yourcenar o Gore Vidal, influyó en autores de historieta como François Bourgeon (Los pasajeros del viento, 1979; Los compañeros del crepúsculo, 1984) o Patrick Cothias y André Juillard (Las siete vidas del Gavilán, 1983), poniendo de moda a este género en Francia. En Latinoamérica, pueden destacarse series como Alvar Mayor de Horacio Altuna/Carlos Trillo, que se ambienta poco después de la Conquista del Perú por los españoles; Dago (1983-1996) de Robin Wood y Alberto Salinas, en la que este cuida ya todos los detalles de los barcos, ropajes y edificios, o Samurái John Barry. En España, Maese Espada (1982) de Adolfo Usero se muestra como un trasunto actualizado y comprometido de El Capitán Trueno.
Desde mediados de los años 80, con la expansión del manga, la figura del samurái es abordada también en otras tradiciones como, por ejemplo, Kogaratsu (1985-) de los belgas Bosse/Michetz.
En Estados Unidos también pueden encontrarse recreaciones históricas más o menos veraces como 300 (1998) de Frank Miller o Bone Sharps, Cowboys, and Thunder Lizards (2005) de Jim Ottaviani. A la crónica se vinculan obras como En Italia son todos machos (2011).